# Patrick Kelly (Bischof, 1938)
Patrick Altham Kelly (* 23. November 1938 in Morecambe, Lancashire, Vereinigtes Königreich) ist ein britischer Geistlicher und emeritierter römisch-katholischer Erzbischof von Liverpool.

## Leben
Kelly war Seminarist des Päpstlichen Englischen Kollegs in Rom und empfing dort am 16. Februar 1962 durch den Erzbischof von Westminster, William Kardinal Godfrey, die Priesterweihe für das Bistum Lancaster. Er wirkte von 1962 bis 1964 als Priester in Lancaster. 1964 wurde er Dozent für Theologie am St. Mary’s College, Oscott, Birmingham. 1979 wurde er Rektor des Colleges.
Papst Johannes Paul II. ernannte ihn am 9. März 1984 zum Bischof von Salford. Die Bischofsweihe spendete ihm sein Amtsvorgänger Thomas Holland am 3. April 1984. Mitkonsekratoren waren der Erzbischof von Liverpool, Derek Worlock, und der Erzbischof von Birmingham, Maurice Noël Léon Couve de Murville. 
Am 21. Mai 1996 berief ihn Johannes Paul II. zum Erzbischof von Liverpool. Am 27. Februar 2013 nahm Benedikt XVI. sein Rücktrittsgesuch an.